# Oswald av Northumbria

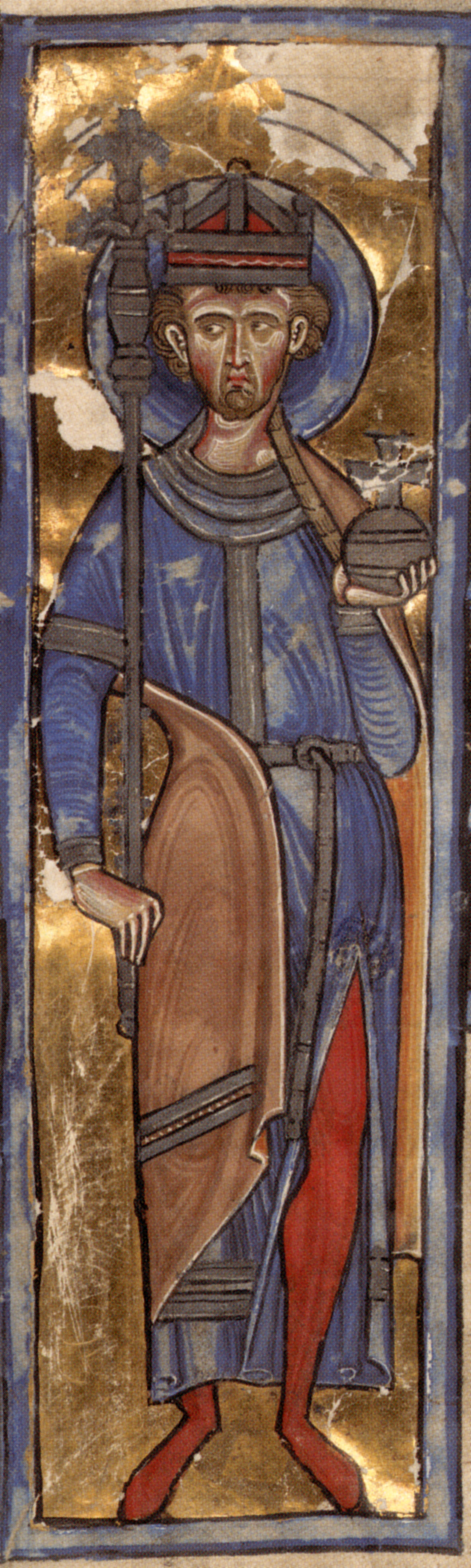
Sankt Oswald

Kung Oswalds släktträd

Oswald av Northumbria, född omkring 604, död 5 augusti 642, blev kung av Northumbria efter slaget vid Heavenfield år 634 till sin död i slaget vid Maserfield, varefter han kom att betraktas som ett helgon inom Romersk-katolska kyrkan.